# Uyuni
Uyuni – miasto w Boliwii, w departamencie Potosí, w prowincji Antonio Quijarro.